# N569 (België)
De N569 is een gewestweg in België tussen Châtelet (R53) en Forchies-la-Marche (N582). Tussen Saint-Roch en Courcelles is de weg onderbroken. De weg heeft een lengte van ongeveer 10 kilometer. In de plaats Châtelet passeert de weg de rivier Samber.
De weg bestaat in Châtelet tussen de R53 en de N571 en in Saint-Roch vanaf de N5 tot en met het eind uit 2x2 rijstroken. Ook het gedeelte tussen Courcelles en Forchies-la-Marche bestaat uit 2x2 rijstroken. De rest van de weg bestaat uit twee rijstroken voor beide richtingen samen.

## Plaatsen langs N569
- Châtelet
- Corbeau
- Gilly
- Lodelinsart
- Saint-Roch